# Sant Esteve de la Sarga
Sant Esteve de la Sarga és un poble i un municipi del Pallars Jussà. És un dels pocs termes municipals pallaresos que no han sofert remodelacions als anys 70: ni s'ha agrupat a cap altre municipi, ni se li n'ha agregat cap.
Tanmateix, no sempre ha estat així: a partir de l'aplicació de la Constitució de Cadis, el 1812 es reconegueren molts de municipis, amb el concepte nou d'ajuntament fruit de les reformes de principis del segle xix. En aquell moment es crearen, alhora, els ajuntaments d'Alzamora, Alsina, Beniure, Castellnou de Monsec, Clua de la Conca, Estorm, Mont-rebei, Moror, Sant Esteve de la Sarga i Torre de Amargós. Tots ells, llevat el d'Alsamora, foren suprimits el febrer del 1847, en aplicar-se la normativa que establia en 30 el nombre mínim de veïns (caps de família) necessaris per poder mantenir ajuntament propi. De primer foren units sota la capitalitat d'Alsamora, que més endavant passà a Sant Esteve de la Sarga.
En la proposta derivada per l'informe popularment denominat Informe Roca, Sant Esteve de la Sarga havia de passar a formar part d'un nou terme municipal, amb el nom de Montsec, integrat també pels termes municipals de Castell de Mur i Llimiana, a més de la Vall de Barcedana, amb els pobles de Sant Cristòfol de la Vall, Sant Martí de Barcedana i Sant Miquel de la Vall, encara actualment pertanyents a Gavet de la Conca. El nou municipi de Montsec, a més, entrava a formar d'una de les quatre agrupacions municipals del Pallars Jussà, integrada per Tremp, Talarn i Montsec.
Aquest terme municipal està situat a l'extrem sud-occidental de la comarca, fora de les principals rutes de comunicació, i amb accessos difícils fins ben modernament. Tanmateix, en èpoques pretèrites era al contrari, ja que la comunicació entre Àger i Tremp era pel camí que superava el Montsec pel Coll d'Ares i després baixava cap a Fabregada i Sant Esteve de la Sarga.

## Etimologia
La primera part del topònim es deu al patró de la parròquia principal del terme, la del poble que en duu el nom. La segona part fa referència a la sarga, un arbust o arbret de la família del salze, molt abundant en aquest lloc. El mot sarga és una paraula d'origen iberobasc. Encara avui dia salze es diu zarica, en basc. Hi ha qui hi ha volgut veure una arrel arab, en aquest topònim, però els entesos, com Joan Coromines, ho descarten del tot.
El topònim Sant Esteve de la Sarga és documentat des del segle x, ja com a nom d'una parròquia.

## Geografia
- Llista de topònims de Sant Esteve de la Sarga (Orografia: muntanyes, serres, collades, indrets..; hidrografia: rius, fonts...; edificis: cases, masies, esglésies, etc).

### Descripció geogràfica
El terme municipal de Sant Esteve de la Sarga és força extens, 92.05 km², i té dos límits naturals molt clars: a ponent, la Noguera Ribagorçana, i a migdia, el Montsec d'Ares. El límit nord és amb l'antic terme de Fígols de Tremp, actualment integrat en el gran terme municipal de Tremp, i el nord-est i est, amb Castell de Mur (al nord, amb l'antic municipi de Mur, i a llevant, amb l'antic terme de Guàrdia de Tremp). Aquests dos darrers no tenen una delimitació tan clara com els dos primers, com veurem tot seguit.
Termes municipals limítrofs:
| El Pont de Montanyana (Ribagorça) | Tremp          | Castell de Mur |
| Viacamp i Lliterà (Ribagorça)     |                | Castell de Mur |
|                                   | Àger (Noguera) |                |

Una particularitat geogràfica del terme de Sant Esteve de la Sarga és que aproximadament la meitat del terme no pertany geogràficament al Pallars Jussà, sinó a l'Alta Ribagorça, per més que administrativament sí que formi part del Pallars Jussà. En efecte: els pobles d'Alsamora, Mont-rebei, la Clua, la Torre d'Amargós i Castellnou de Montsec són en el vessant occidental de les serres que formen aquest sector del Pallars, i les seves aigües van a enriquir la Noguera Ribagorçana i no la Pallaresa, com la resta de la comarca. El mateix s'esdevé amb la part occidental del veí terme de Tremp.
Aquest fet, que avui dia no sembla tenir gaire importància a causa de les facilitats que hi ha per a desplaçar-se i comunicar-se, devia ser prou important a l'edat mitjana, ja que per una banda tota aquesta franja de la Ribagorça fou objecte de constants disputes entre els comtats pallaresos i ribagorçans, i per l'altra, la quasi totalitat d'aquests pobles pertanyien al bisbat de Roda, de la vila de Roda d'Isàvena, controlat pel comtat de Ribagorça. Quan el bisbat de Roda fou suprimit, per trasllat a Barbastre, tot i que fins al segle xviii mantingué el nom de Roda-Barbastre, les seves parròquies, llevat de la Torre d'Amargós i Castellnou de Montsec, passaren a engruixir el bisbat de Lleida, i hi romangueren fins a l'actualitat.
Ara es dona una peculiaritat eclesiàstica: com que pertanyien a arxiprestats catalanoaragonesos, en el moment que la zona catalana d'administració aragonesa fou traspassada al bisbat de Barbastre-Montsó, el 1997, aquestes parròquies quedaren lligades al bisbat de Lleida pel fet de ser en terres d'administració catalana, però continuaren regides per rectors del bisbat de Barbastre-Montsó. De tota manera, el fet que a les esglésies d'aquests pobles no s'hi celebrin més que misses de forma eventual i la forta secularització de la societat en general tenen com a conseqüència que aquesta anomalia a penes es noti en la vida quotidiana d'aquests pobles, molt dels quals, a més, tenen una població ben minsa.

#### El perímetre del terme

##### Migdia: el Montsec d'Ares (Límit amb Àger, Noguera)
Pràcticament tot el Montsec d'Ares, en el seu vessant nord, és en terme de Sant Esteve de la Sarga. Només l'extrem oriental, l'immediat al Congost dels Terradets, no hi pertany, sinó que és del terme de Castell de Mur. El punt divisori dels dos termes és el Pas de l'Osca, de 1.349,2 m. alt. Des d'aquest lloc, i seguint la carena del Montsec d'Ares cap a ponent, trobem els Feixans de la Savina, que pugen cap al Tossal de l'Osca, de 1.521,1 m. alt., el Feixà del Cap de Cardet, espectacular cinglera cap al terme d'Àger, en el sector on el costat de migjorn del Montsec s'anomena Montsec d'Aguilar i el de septentrió forma el Planell de l'Osca. La carena va pujant fins als 1.625 m. alt., per damunt d'una altra cinglera, el Feixà de Sòls de Cardet, que en la banda meridional s'anomena Montsec de Calafí i en la septentrional, el Planell del Corralot. Tot seguit, pel Pas el Llop, de 1.611,7 m. alt. s'arriba a lo Serradet, que assoleix els 1.628,9, un dels punts més alts de la serralada, encara dins del Montsec de Calafí.
Encara que el topònim no expressi del tot la realitat, tot seguit s'arriba al Serrat Alt, de 1.556,4 m. alt., on hi ha el Pas Nou, a 1.447,6 m. alt. i, cap al costat de Sant Esteve de la Sarga, la Canal de la Xurulla. Tot seguit, pel Cantal Pla i el Feixà Rodó, la carena continua cap a ponent aproximadament a 1.540 m. alt., i s'adreça cap al Tossal de l'Embut, de 1.661,9, al sector anomenat Faixes del Tossal de l'Embut, que pel costat d'Àger conforma el Montsec de Montardit. Arriba aquest sector fins al Pas de l'Ós, de 1.634,8 m. alt. En aquest lloc, pel costat nord es forma un ample pla, anomenat Pla del Coll. Poc després es troba Sant Alís, el punt més alt del Montsec d'Ares, de 1.675,3 m. alt., on hi ha el punt geodèsic 255095001.

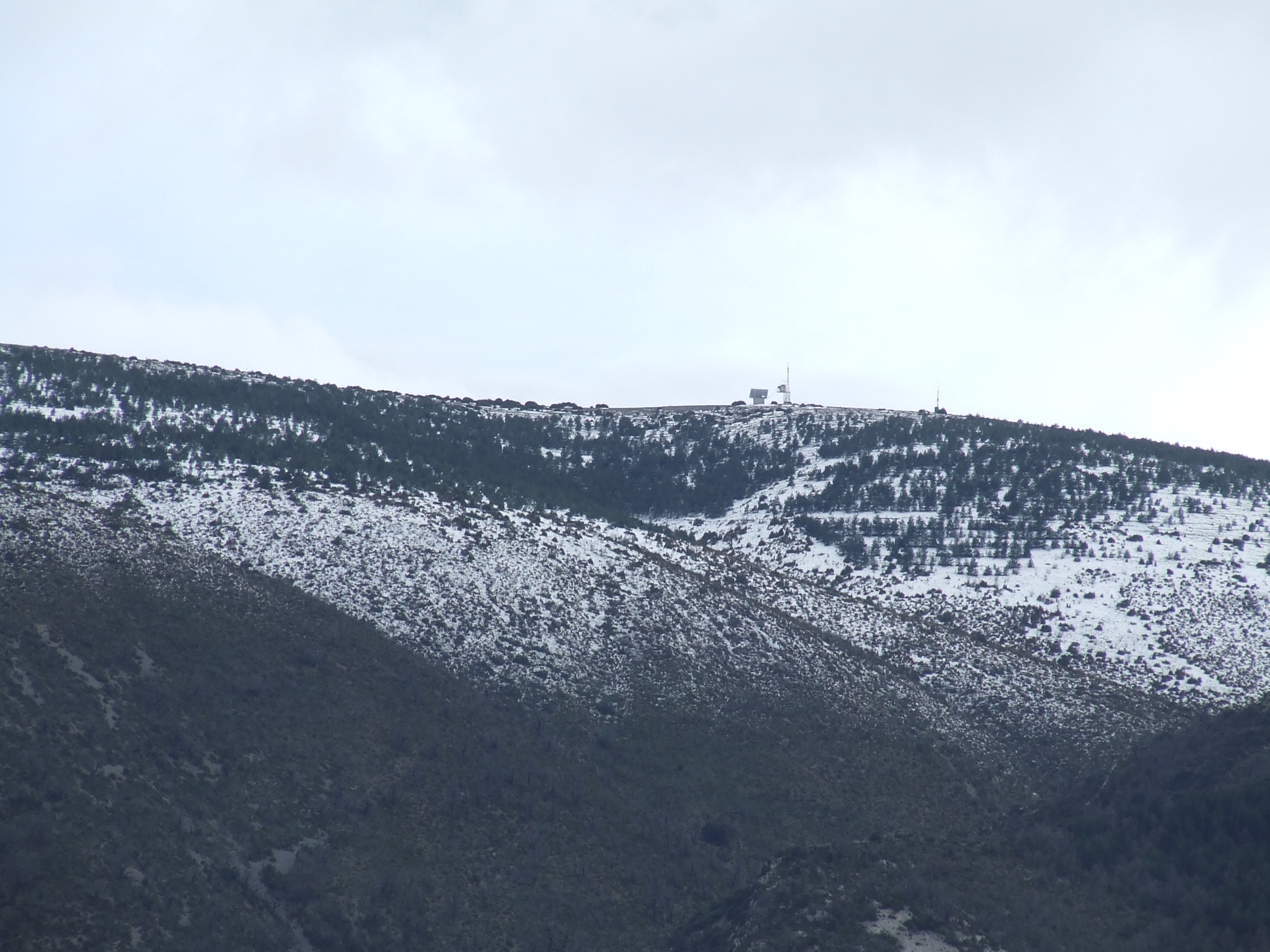
L'Observatori Astronòmic del Montsec des de Sant Esteve de la Sarga

La serralada es manté encara per damunt dels 1.600 metres d'altitud, i alhora inflexiona lleugerament cap al nord, fins a arribar al Cap del Ras, de 1.638,1 m. alt., en el sector anomenat, pel costat de la Noguera, Montsec de Gabrieló. La carena comença a davallar, i al cap de poc s'arriba als Pous de Glaç, un sector on antigament hi havia aquesta mena de pous, que era una de les fonts d'ingressos dels de la vall de Sant Esteve de la Sarga. Pel costat d'Àger, la zona torna a canviar de nom: ara és el Montsec de l'Estudiant, i tot seguit tornarà a canviar, pel Montsec de Massierol i Montsec de Torre al cap de molt poc. En aquest lloc el termenal abandona momentàniament la carena més alta i deixa lo Pedró, de 1534 m. alt. fora del terme: se'n va cap al nord, a buscar el Coll d'Ares, de 1.493,8 m. alt., per on passa l'antic camí que comunicava Sant Esteve de la Sarga amb Àger, per la impossibilitat de passar per Mont-rebei. Al Coll d'Ares comença el Serrat de la Corona, dins de Sant Esteve de la Sarga, que és el lloc on hi ha instal·lat l'Observatori Astronòmic del Montsec de l'IEEC, a 1.568,5 m. alt. Pel costat meridional es troba una altra cinglera important, anomena així: la Cinglera. A sota, pel costat d'Àger, és el Montsec de Pedroneta.
Més a ponent, la carena del Montsec -i el límit del terme de Sant Esteve de la Sarga- ateny la Corona, de 1.556,5 m. alt., cim més elevat del Serrat de la Corona. En aquest lloc comença el declivi de la carena cap a la Noguera Ribagorçana; la serralada principal pren el nom de Montsec de Sant Llorenç, i va inflexionant progressivament cada cop més cap al nord. Quan arriba, sempre de baixada, als 1.326,1 m. alt., al lloc de la Trona, comença la impressionant Paret de Catalunya, encarada gairebé ja del tot cap a ponent, cap a l'Aragó, que en alguns llocs ateny més de 300 metres de caiguda en vertical. Just al davant seu, ja en terres d'administració aragonesa, hi ha la Paret d'Aragó, no menys impressionant. A l'extrem nord d'aquesta paret hi ha una zona de coves: la Cova, la Cova Gran i la Cova Petita de la Paret, a prop de l'Agulla del Forat. D'aquí, el termenal, i la mateixa serralada del Montsec d'Ares, baixa de dret al Congost de Mont-rebei, de la Noguera Ribagorçana. La línia de terme del municipi de Sant Esteve de la Sarga troba les aigües d'aquest riu a 525 m. alt., a la cua del Pantà de Canelles.

##### Ponent: la Noguera Ribagorçana (Límit amb Viacamp i Lliterà i el Pont de Montanyana)
En aquest lloc el termenal de Sant Esteve de la Sarga és amb el municipi de la Ribagorça, d'administració aragonesa de Viacamp i Lliterà. Comença amb l'estret Congost de Mont-rebei, la part més feréstega del qual passa dels 600 metres de llargària, i no hi ha més que un penjat camí per la banda pallaresa que el recorri, apte només per a amants de l'aventura (és l'anomenat Camí del Pas de Mont-rebei). Hi passa el GR-1, i està perfectament senyalitzat, i els trossos més perillosos, força ben protegits. Al centre d'aquest congost hi ha el Portell del Montsec. En aquesta zona hi ha el mas i el Molí de Mont-rebei, que temps enrere centraren la caseria d'aquest nom, situada al Solà de Mont-rebei.
Un cop superat, cap al nord, el Congost de Mont-rebei, el termenal va seguint aigües amunt la Noguera Ribagorçana, deixa enrere el Portell del Congost i los Altimiris, tots dos per la banda del municipi de Viacamp i Lliterà, i arriba al lloc on el Pantà de Canelles torna a eixamplar-se, fins a trobar, al costat de ponent, el turó dalt del qual hi ha el castell de Girbeta, i als peus del qual es troben les ermites de la Mare de Déu del Congost i de la Mare de Déu del Congost Vella, on el riu torna a passar un congost, cosa que produeix que el pantà sigui altre cop estret, encara que per poc tros.
Encara aigües amunt de la Noguera Ribagorçana, i ja arribant a la cua del Pantà de Canelles, dins del terme de Sant Esteve de la Sarga, es troba la Central del Pont de Montanyana. Una mica més al nord-oest, seguint sempre el riu, ho arriba al lloc on el barranc dels Horts aiguavessa en la Noguera Ribagorçana. És aquest lloc on s'acaba el tros de termenal de Sant Esteve de la Sarga que segueix la Noguera Ribagorçana. Just en aquest lloc, Sant Esteve de la Sarga és termenal amb tres municipis: Viacamp i Lliterà a l'oest, el Pont de Montanyana al nord-oest (de fet, només es troba amb aquest terme en un punt), i Tremp (antic municipi de Fígols de Tremp) al nord, nord-est i est.

##### Septentrió: terra endins (límit amb l'antic terme de Fígols de Tremp - Tremp)
A partir d'aquest punt el termenal deixa el riu per seguir de primer cap a llevant, pujant uns 300 metres el barranc dels Horts, fins als 535 m. alt., per tot de cop trencar cap al sud-est, seguint una línia arbitrària que va pujant gradualment per sota de la població de Castissent, seguint els laterals de la vall del barranc de la Font, i quan arriba al costat esquerre d'aquest barranc, puja cap a la Mola de Casa Martí, pel vessant de ponent de la qual assoleix els 655 m. alt. Aquí trenca cap a llevant, per baixar a lo Clot de la Comella, i anar a trobar el barranc de l'Obaga, que remunta uns 250 metres i torna a trencar cap al sud-est, i puja cap a la carena de la Serra de Mont-rebei, on ateny els 690 m. alt. Baixa després, sempre cap al sud-est, pel vessant meridional d'aquesta serra, fins que troba un petit barranc; a partir d'ell, el termenal segueix el vessant sud de la serra esmentada, aproximadament a 625 m. alt., i quan arriba al Pas del Llop va inflexionant, de primer cap a llevant, després cap al nord-est, fins que en arribar davant mateix de la serra del Dogat, que baixa de la carena del Montsec, torç cap al sud-est per anar a trobar el Barranc Gros, a 570 m. alt. Durant molt de tros el Barranc Gros separa els termes municipals de Sant Esteve de la Sarga i Tremp: uns 4 quilòmetres.

##### Llevant: terra endins (límit amb l'antic terme de Mur - Castell de Mur)
De fet, nord-est i llevant. Quan arriba davant mateix de l'Auberola, del terme de Castell de Mur, el termenal emprèn la direcció sud-est, marcadament sud, pels vessants orientals dels Comalets. Travessa una carena i de seguida arriba al barranc del Coscó, que seguirà gairebé fins a la capçalera. Després puja a la cua de ponent de la Serra del Coscó (1.009,2 m. alt.), entre aquesta i la del Sastret i baixa a trobar un dels barrancs que van a formar el barranc de Beniure. Segueix aquest barranc fins al lloc on es troba amb el barranc de Marieta (lloc on es forma el de Beniure), a 912 m. alt., i el termenal de cop trenca cap al nord-est, seguint la llera del barranc de Marieta fins a la seva capçalera. Arriba a un collet de 1.010 m. alt., sota mateix i al sud del cim de la serra del Coscó, i va a cercar la capçalera d'un altre barranc, ara cap al sud-est: el barranc de Carboners, que segueix íntegre fins al Pont de la Mulla. En aquest lloc, a 783,4 m. alt., el terme torna a trencar cap al nord, seguint aigües amunt el barranc de la Mulla uns 450 metres, fins que troba, venint de llevant, el barranc de Vilamolera.
Segueix la llera d'aquest barranc cap amunt, fins a la capçalera, i continua pujant per trobar l'extrem nord de la Serra de l'Estorm, que travessa a uns 1.000 metres d'altitud, pel lloc on es troba el Cingle de la Serra, on hi havia el Corral de Carrió. D'aquí torna a baixar cap al sud-est, pel Pla de la Creu, fins a trobar els vessants sud-oest i sud de la Llobera. És el punt on antigament s'acabava el termenal amb Mur i començava el comú amb Guàrdia de Tremp (actualment aquests dos termes fusionats en el de Castell de Mur).

##### Llevant: terra endins (límit amb l'antic terme de Guàrdia de Tremp - Castell de Mur)
El terme torç en aquest lloc cap al sud, seguint aproximadament la carena que baixa en aquesta direcció des del capdamunt de la Llobera, i segueix de dret cap a migdia fins a trobar la Llau de la Comella, que segueix fins a la Vinya d'Estorm. En aquest lloc, el límit municipal abandona el barranc i torna a tenir un tros arbitrari, sense seguir cap accident important. Trenca cap al sud-est, després torna cap al sud, i ja segueix la línia que serà definitiva, cap al sud-oest, va a travessar el barranc de Moror, a 450 m. alt., i comença a pujar pel vessant nord del Montsec directe fins al Pas de l'Osca, a 1.349,2 m. alt, per l'Obaga de Peguera.

#### Territoris del terme

##### El Montsec d'Ares
Sant Esteve de la Sarga presenta el seu terme municipal dividit en tot de territoris, amb diferenciacions (de vegades grans, de vegades petites) entre cadascun. En primer lloc, trobem el territori pròpiament del Montsec d'Ares. Es tracta del vessant nord de la serra, que davalla uns 800 metres d'altitud en poc més de 3 quilòmetres de recorregut. Tal com diuen els habitants dels pobles de la Feixa (que és com s'anomenen popularment els pobles, almenys, del sector oriental del terme), no es tracta d'un Montsec, sinó de diversos. Ja hem vist que des del costat d'Àger, se l'anava anomenant de diverses maneres. Aquí és igual, i trobem, d'est a oest, el Montsec d'Alzina, el de Castellnou, el de Sant Esteve i el d'Alsamora.

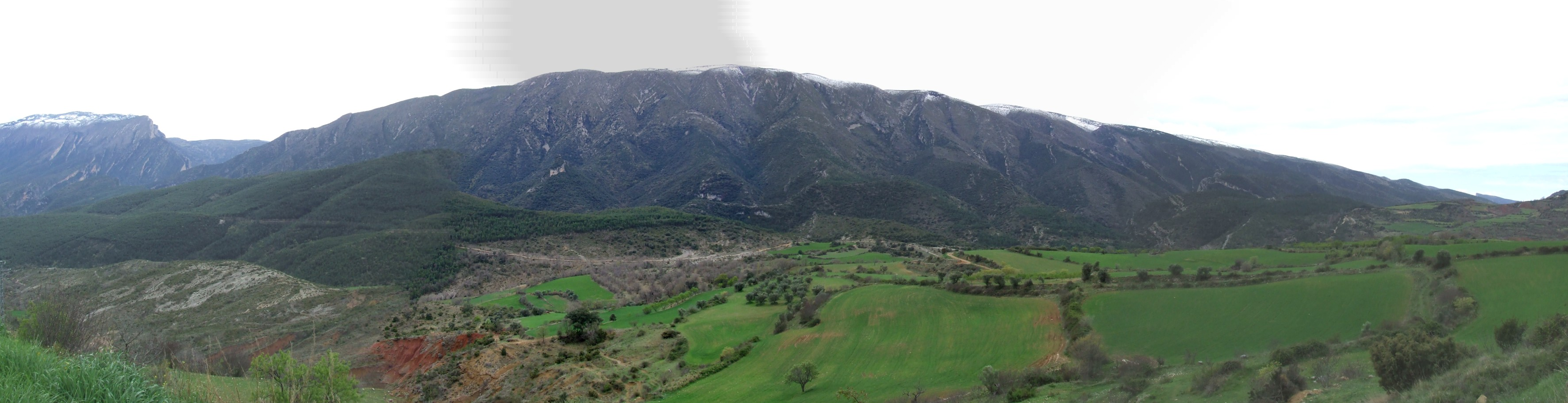
El Montsec d'Ares des de prop de Moror

Al primer tros, al sud del poble de Moror, trobem el vessant del Montsec d'Ares fragmentat en tot de petites valls, amb marcades carenes que les delimiten. Així, de llevant a ponent es troben el Canal de Moror, la Llau de les Figueres, la de Salitó i la dels Homes Morts. Com a serrats, hi destaquen el de les Barses, el de l'Alzinar, el del Castellot, el del Salitó i el dels Collars (amb la Picota dels Collars al capdamunt). Hi destaca també, tot i que és un turó aïllat, el Serrat Alt, de 869,1 m. alt.
Més cap a ponent, trobem el Montsec d'Alzina, al sud del poble d'aquest nom. El formen, a ponent de la llau dels Homes Morts, el barranc de la Font de la Veça, el barranc de la Cometa i el d'Alzina (aquests dos s'uneixen al capdavall). Tot de serradets en formen part, i només destaca especialment el de més al nord-est: el Serrat del Camí d'Àger. Destaquen, com a cims d'aquest sector lo Morralot i el Picó Bernat.
Encara cap a l'oest hi ha el Montsec de Castellnou. Comença al barranc d'Alzina, troba el barranc de la Coma, el del Feixal Peraire, el de la Rebollera i la Llau del Bunyidor. Hi destaca el Tossal d'Auberol, de 1.168,1 m. alt.
Al seu sud-oest, hi ha el Montsec de Sant Esteve, amb el seu cim de les Forques, de 1.281,4 m. alt. Aquesta part del Montsec es correspon amb el cim de Sant Alís, i és la part central de tot el vessant nord del Montsec. Comprèn els barrancs de la Rebollera, la Llau del Rial Roi, el barranc de la Llau Xica, el de les Vaqueres, el de la Pua i el del Comunet, que discorre d'est a oest i és el primer que mena les seves aigües a la Noguera Ribagorçana. A prop del seu límit oest puja l'antic camí d'Àger, que va a cercar el Coll d'Ares passant prèviament per la Collada del Comú, de 1.216 m. alt., que queda connectat amb la resta del Montsec de Sant Esteve pel Serrat del Boixeguer, i una mica a llevant puja des de Sant Esteve de la Sarga una variant d'aquest camí, que venç el Montsec de Sant Esteve pel Coll de la Pua. Més a ponent de la Collada del Cmú queda, encara, el Cingle de Lledó, en un lloc feréstec i isolat de gran bellesa.

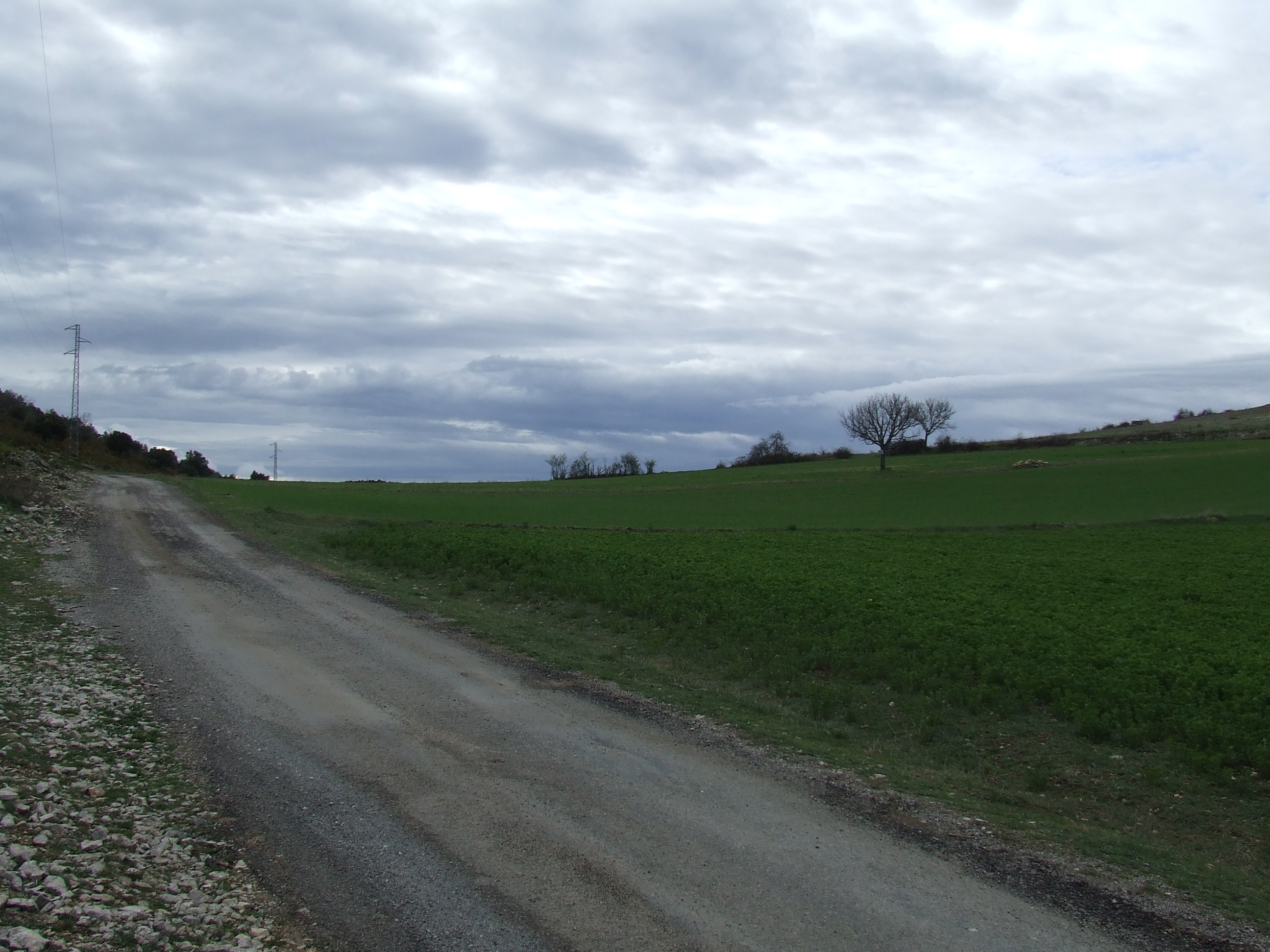
El Coll de Fabregada pel costat de Sant Esteve de la Sarga

A partir d'aquest lloc comença el Montsec d'Alsamora, que ja es troba cap al nord-oest, atès que la mateixa carena principal del Montsec emprèn aquesta direcció. Aquest Montsec es diferencia dels altres del terme de Sant Esteve de la Sarga perquè les seves aigües són totes tributàries de la Noguera Ribagorçana, atès que des del Coll de Fabregada aquesta vall es decanta cap a ponent. Comprèn el barranc de la Maçana i tots els que en són tributaris, com el barranc del Comunet, que en recull tot un altre conjunt: barranc del Serrat, de la Fou, de la Carbonera, del Teix, dels Burgals, o el barranc de Sant Jaume, que recull el de l'Obaga Gran i el del Queixigar, i, a l'extrem sud-oest, el barranc de Matamala, directament tributari de la Noguera Ribagorçana. El serrat que és anomenat pròpiament Montsec d'Alsamora és un serrat a ponent del poble d'aquest nom, que separa els dos barrancs paral·lels que formen la vall principal en aquest sector: el barranc de la Maçana, ja esmentat, i el de Juriana, més al nord.
Al sud d'aquest sector queda encara el Montsec de Sant Llorenç, que baixa de la carena principal del Montsec i comprèn el Serrat de Tualdeta i alguns turons, com lo Tossal, de 958 m. alt. i les Collades, de 1.091.
La composició geològica del Montsec d'Ares, format bàsicament de calcàries cretàcies, fa que abundin les coves i altres fenòmens càrstics. En aquest sentit, cal destacar en el terme de Sant Esteve de la Sarga les coves, com la del Brugal, la de la Colomera (a l'estret de Mont-rebei), la de la Tia, el Graller de les Comarques, el Petit d'Alsamora, el d'Alsamora, el del Boixeguer, el de Comafaió, la Gran del Corralot, l'Avenc del Cingle de Roca Alta i lo Cambrot.

#### La vall principal (la Feixa)
La vall principal que vertebra el terme, i on es troben la major part de pobles (els anomenats pobles de la Feixa), és una vall longitudinal de llevant a ponent (o a l'inrevés), que té tres quartes parts del seu recorregut decantades cap a la Noguera Pallaresa, a través del barranc del Bosc i una quarta part cap al Noguera Ribagorçana, a través del barranc de la Maçana i el seu paral·lel, el barranc de la Juriana. El punt d'inflexió on es decanta cap a un costat o cap a l'altre és el Coll de Fabregada.

##### Moror i Estorm
A l'extrem de llevant de la vall marcada pel barranc del Bosc es troben els pobles de Moror i d'Estorm, per on penetra a la vall la carretera que, venint de Guàrdia de Noguera travessa tot el terme. La carretera oficial acaba a Moror, amb un branc que puja a Estorm, però des de Moror continua una antiga pista rural, actualment asfaltada i en perfecte estat, que mena a Sant Esteve de la Sarga, Alsamora i va a sortir al Pont de Montanyana. L'accés a la vall, en aquest lloc, no pot seguir el fons de la vall del barranc del Bosc, ja que aquest barranc hi discorre per un sector molt feréstec i tancat, difícil d'accés fins i tot a peu (el GR que travessa tota la vall fins i tot remunta al serrat de damunt del barranc, ateses les dificultats que suposaria fer-lo passar pel fons de tot).
Comprèn també aquest sector l'antic poble de Vilamolera i l'actual ermita de Sant Salvador de la Serra, al capdamunt de la Serra d'Estorm. També hi pertanyeria el Molí de Carrió, situat en un dels pocs llocs de fàcil accés del fons de la vall del barranc del Bosc.
Formen part d'aquest sector, a més de l'emboscat barranc del bosc, diverses llaus que baixen de Moror i Estorm i s'aboquen a la Noguera Pallaresa a la zona de Cellers: la Llau dels Fornells, amb dues llaus afluents seves (la dels Alberons i la de la Comella), i la Llau de la Grallera, que discorre la major part del seu recorregut pel terme de Castell de Mur. Aquest sector està organitzat a l'entorn de la Serra d'Estorm, i es pot considerar que arriba fins al barranc de la Muller.

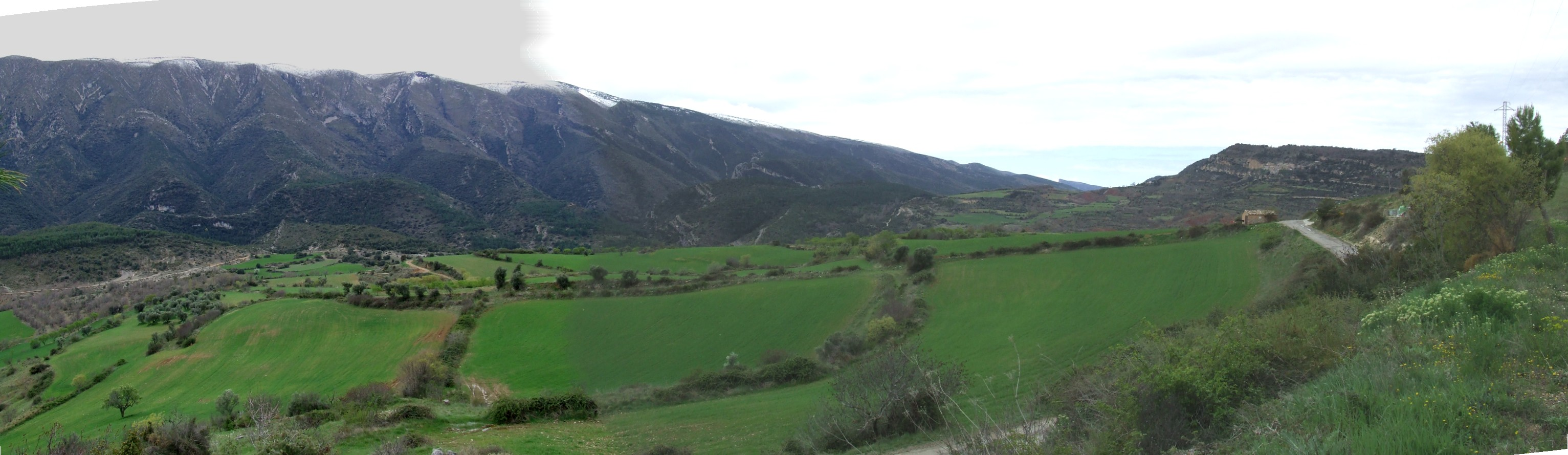
La Feixa, entre Moror i Alzina. Al fons, el Montsec

##### Alzina
Entrant ja dins de la vall, es troba el poble de Alzina. També aturonat al nord de la vall del barranc del Bosc, el fons de la qual continua sent de mal accés. El poble és al vessant sud-est de l'Alzinar i la Serra d'Alzina, que té el cim a les Forques, de 1.078 m. alt. Prop del barranc del Bosc, a peu del camí que segueix el GR, hi ha l'ermita de Sant Martí d'Alzina. Aquest sector comprèn sencera la Serra d'Alzina, entre el barranc de la Muller i el barranc d'Alzina.

##### Beniure i Sant Esteve de la Sarga
El centre de la vall està ocupat pels pobles de Beniure i Sant Esteve de la Sarga, que actualment fa de cap del municipi i li dona el nom. En aquest tros el barranc principal és l'anomena barranc de Sant Esteve de la Sarga, que discorre a més alçada, i no marca un tall tan profund en el territori com els altres dos sectors del barranc del Bosc, que és la seva continuïtat quan se li han ajuntat el barranc de la Coma i el d'Alzina.
Beniure és una mica més a llevant, en el vessant sud-est del Tossal del Solà, de 1.053 m. alt., i just a ponent del barranc de Beniure. Aquest poble tenia molí, que queda al seu sud, ran del barranc de Sant Esteve de la Sarga.
El poble que actualment fa de cap del municipi és una mica a ponent de Beniure, a prop, i queda al sud-oest del Tossal del Solà i a l'est-sud-est del Tossal de Vilabella, de 1.106. Sant Esteve de la Sarga es troba damunt del turonet que forma la junció dels barrancs de Sant Esteve de la Sarga i de l'Obaga, en un dels llocs més amples de la vall.

##### Fabregada
Anant cap a ponent es troba al cap de poc el Coll de Fabregada, amb l'església de la Mare de Déu de Fabregada. És un lloc clau, a dins de la vall: és on es parteixen les aigües, ja que cap a llevant baixen cap a la Noguera Pallaresa, i cap a ponent, cap a la Noguera Ribagorçana. A més, és el lloc per on passava el camí de Tremp i Mur a Àger pel Coll d'Ares, que aquí es creuava amb el camí principal de la vall. Per totes aquestes raons, en aquest lloc hi hagué un poble, Fabregada, que desaparegué possiblement ja a l'edat mitjana, però que ha estat recentment excavat, cosa que ha permès avaluar la importància que tingué mentre va estar actiu. Havia estat, a més, una posició depenent dels barons del Mur, que així tenien el pas pel Coll d'Ares controlat. Pels voltans, possiblement al Solà de Vilabella, hi havia hagut un altre poble, també desaparegut: Vilabella.
El Coll de Fabregada és just dessota, al sud, del Tossal de Vilabella, de 1.110 m. alt.

##### Alsamora
El darrer sector de la vall principal, ara vall del barranc de la Maçana, està centrat en el poble d'Alsamora. Prop del Coll de Fabregada, queda sota de la Serra d'Alsamora (extensió cap a ponent del Tossal de Vilabella), i en un collet del qual neixen cap a ponent les dues valls paral·leles del barranc de Juriana, al nord, i del de la Maçana al sud.
El poble queda arrecerat pel costat de ponent per lo Tossalet, de 864 m. alt. El tram més ponentí de la Feixa, que cau sobre el Congost de Mont-rebei, torna a ser feréstec i emboscat (encara que no tant com el tram final del barranc del Bosc, a l'extrem oposat de la vall), per la qual cosa la carretera, per sortir de la vall, ha d'anar a cercar el pas pel nord, sota el Cingle de les Peronyes (o Roques Peronyes) i arribar així a l'altra vall important del terme, la de la Clua. Pel sud l'envolten les obagues d'Alsamora i de la Bena, que l'uneixen amb el Montsec.

##### Mont-rebei
A l'extrem de ponent de la Feixa, ja a tocar de la Noguera Ribagorçana, hi havia hagut el poble de Mont-rebei, que pren el nom de l'estret per on passa el riu. Actualment, aquesta caseria ha quedat reduïda pràcticament només a dues edificacions visibles: el mas de Mont-rebei, del qual només es conserven les ruïnes, i el molí del mateix nom, també en ruïnes, destruïts per les aigües del pantà de Canelles quan arriben als màxims nivells.

#### Vall de la Clua
A la vall del barranc de la Clua hi ha els altres pobles del terme de Sant Esteve de la Sarga: la Clua, la Torre d'Amargós i Castellnou de Montsec, tot i que els dos darrers són a la carena que limita la vall pel nord. El barranc de la Clua és tributari del barranc Gros, que és el que s'aboca en la Noguera Ribagorçana. Ara bé, el segon és en bona part termenal amb Fígols de Tremp (Tremp, actualment), per la qual cosa només els seus barrancs tributaris pel sud pertanyen a Sant Esteve de la Sarga.
El poble de més a ponent és la Clua, situat prop del lloc on s'ajunta al barranc de la Clua el de la Seuva, al sud-est d'on s'ajunten els dos barrancs principals (Gros i de la Clua). Queda emmarcat al nord pel Serrat Molar, de 749 m. alt. en el seu punt més elevat, i al sud per la Serra de la Clua, vessant septentrional de la Serra d'Alsamora, que arriba als 1.012 m. alt.
A llevant, aturonat al final sud-est -i lloc culminant- del Serrat del Dogat entre el barranc de la Clua i els afluents del Gros, hi ha la Torre d'Amargós, i encara més aturonat, en un lloc espectacular, a llevant i més amunt de la mateixa carena, a l'extrem ponentí del Serrat de Castellnou, que pel seu costat és l'extrem oest de la Serra del Sastret, hi ha Castellnou de Montsec, en un indret encara més vistós que l'anterior. Tots dos pobles ens remeten a un passat medieval que els degué ser esplendorós.
A l'extrem nord-oest de la vall de la Clua i del terme mateix de Sant Esteve de la Sarga hi ha el Mas de l'Agustina, considerada com entitat de població del municipi en els documents oficials, malgrat ser una masia única, sense que agrupi cap veïnat. De fet, l'Agustina és l'única masia subsistent en l'actualitat de l'antic poble rural de Mont-rebei.

### Nuclis de població
| Entitat de població     | Habitants (2024) |
| Alzina                  | 23               |
| Moror                   | 18               |
| Sant Esteve de la Sarga | 18               |
| Estorm                  | 14               |
| Alsamora                | 13               |
| Beniure                 | 11               |
| Castellnou de Montsec   | 10               |
| la Clua                 | 9                |
| Mont-rebei              | 7                |
| la Torre d'Amargós      | 1                |
| Font: Idescat           |                  |

- Alsamora
- Alzina
- Beniure
- Estorm
- Moror
- Sant Esteve de la Sarga

- Castellnou de Montsec
- La Clua
- La Torre d'Amargós
- Mont-rebei (L'Agustina)

#### Sant Esteve de la Sarga
Actual cap del municipi, és el segon poble més habitat del terme, tot i que entre els quatre primers hi ha ben poca diferència (tots quatre ronden els 15 habitants). És un dels anomenats pobles de la Faixa, i havia pertangut a la baronia de Castellnou de Montsec.

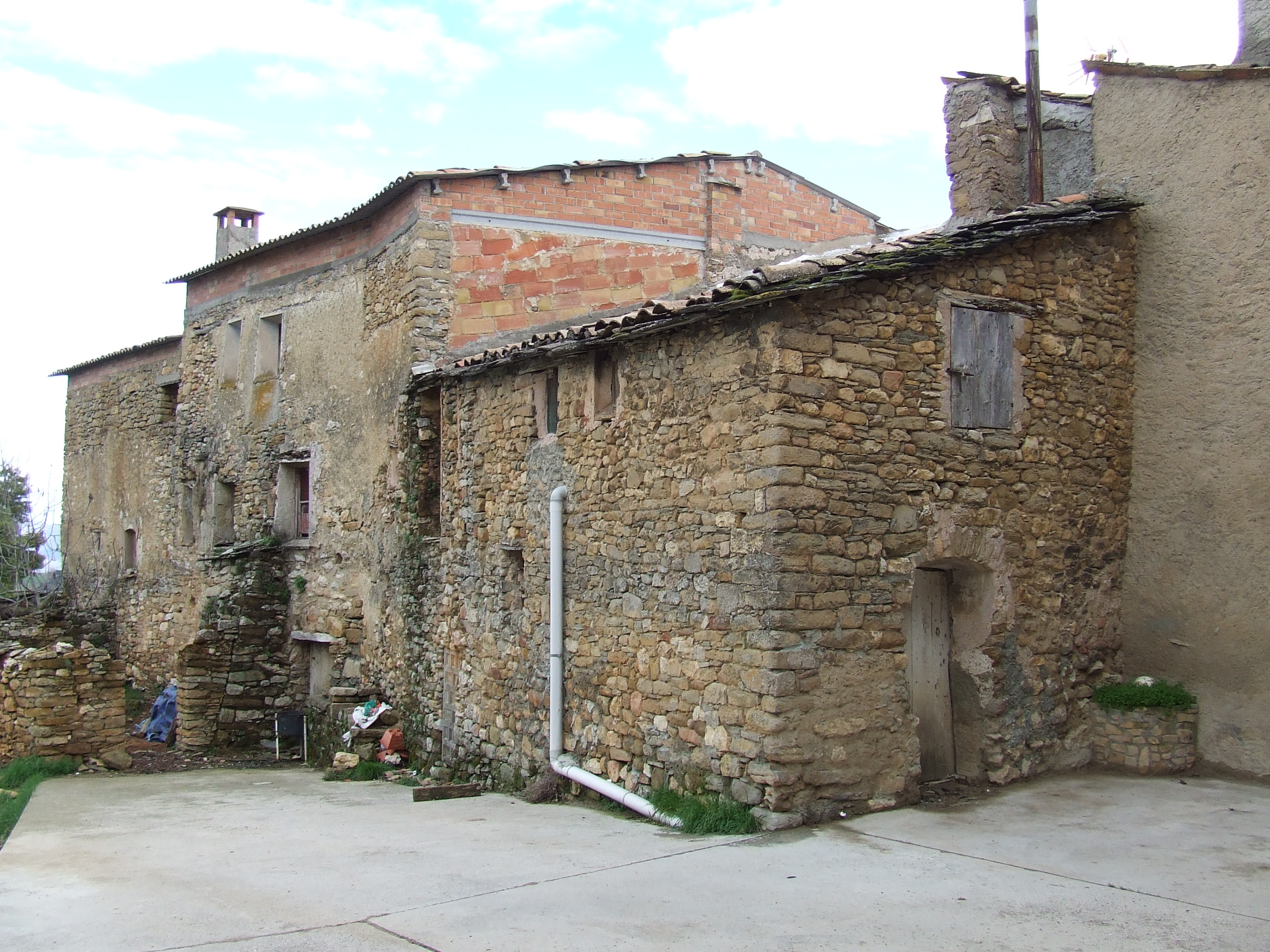
Casa medieval a Sant Esteve de la Sarga

Situat a 875 m. alt., el poble de Sant Esteve de la Sarga presenta actualment dos grups de cases, separats de pocs metres. El primigeni és sens dubte el més proper a l'església. Presenta una tipologia urbana de poble clos, amb les cases agrupades a l'entorn d'un espai central, amb dos punts d'entrada o sortida: un cap a llevant, per a enllaçar amb el camí dels pobles de la Faixa, i l'altra cap al sud, per anar cap a l'església parroquial, que es troba un xic separada en aquella direcció.
L'església parròquial del poble està dedicada a sant Esteve. Per tant, com en tants altres casos similars, la parròquia dona nom al poble i al terme municipal on es troba.
El lloc de la Sarga (collo de Sarga) és ja documentat el 1053. El seu domini al llarg del temps és controvertit, tot i que sembla haver depès la major part de la història a la baronia de Castellnou de Montsec. Tanmateix, el 1365 consta que és desgleya (d'església). En el fogatjament de 1380, on consten 3 focs (uns 15 habitants), torna a dir que era del rector. Més endavant, consta que és de l'abat de Sant Esteve, o de l'abat de la Sarga, així com de la família Portolà (barons de Castellnou de Montsec).

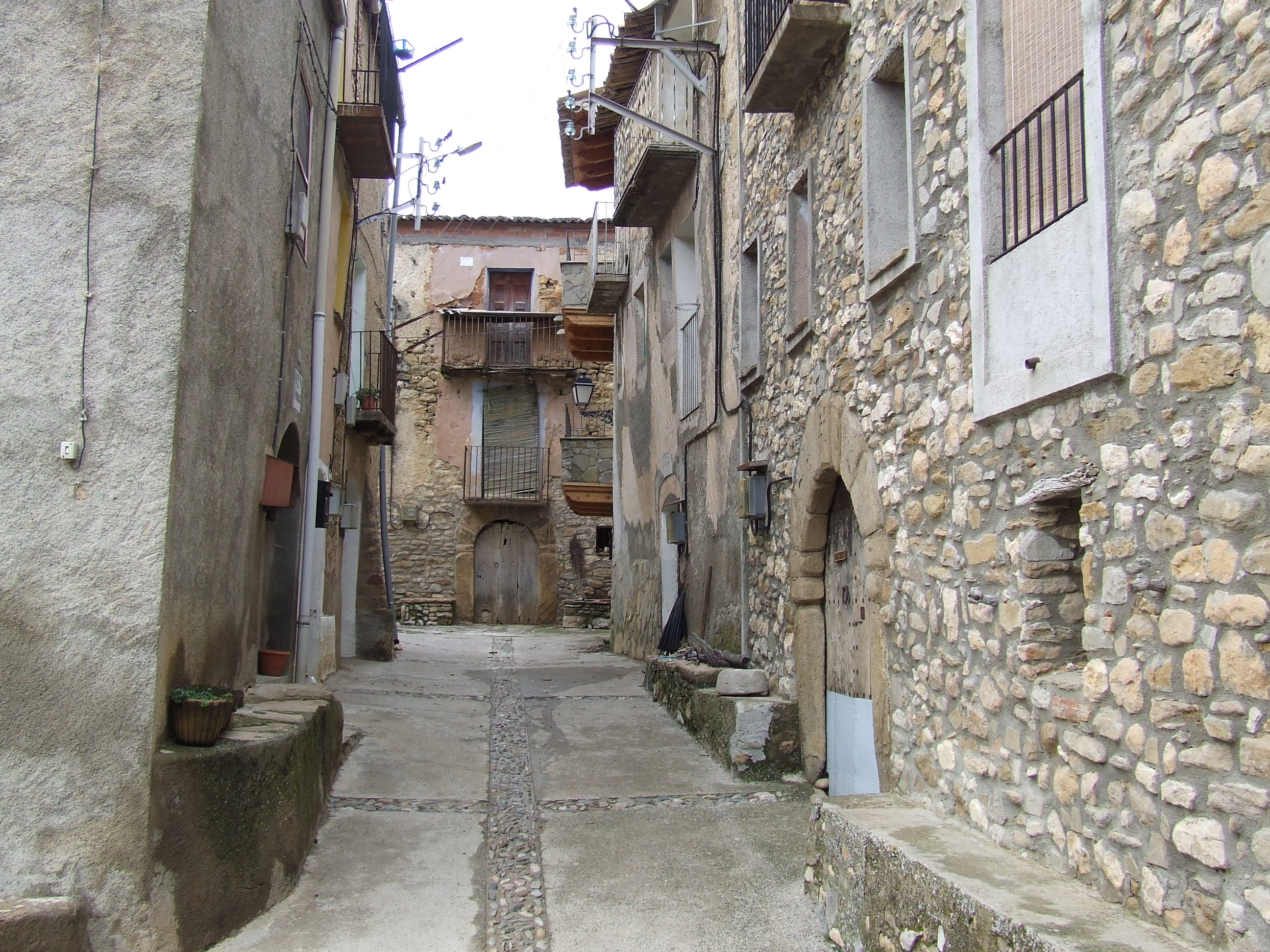
Carrer del poble

El 1718 ja hi ha 45 habitants, i, en tot el terme, el 1860 arriben a ser 1.086 persones. Es tracta, però, del moment àlgid, ja que en els segles posteriors la població de tot el terme va davallant (818 el 1900, 620 el 1940, 230 el 1981 i 155 el 2006.
Si només comptem els habitants del poble de Sant Esteve de la Sarga, Carreras Candi ens informa, en la seva Geografia publicada vers el 1900 que en aquell moment té 36 edificis i 125 habitants. El senyoriu, en aquesta mateixa obra, s'atribueix a l'Abat de la Sarga i de N. Portolà.
Aquest despoblament ha tingut com a conseqüència, entre d'altres, el tancament de les escoles i l'abandonament de la residència en el poble del rector de la parròquia, així com la pèrdua d'exclusivitat de dedicació al poble del rector. Tot això, no tan sols a Sant Esteve de la Sarga, sinó a tots els pobles del terme.
En l'actualitat, la parròquia de Sant Esteve de la Sarga és menada, juntament amb quatre parròquies més, pel rector de Palau de Noguera, amb residència a la rectoria de Tremp.

#### Les altres entitats de població
Cadascuna d'elles (Alsamora, Alzina, Beniure, Castellnou de Montsec, la Clua, Estorm, Moror, la Torre d'Amargós, així com Fabregada, Mont-rebei i Vilamolera i les principals ermites del terme, com Sant Salvador de la Serra tenen el seu article propi independent, que es recomana consultar. A l'extrem nord-oest del terme hi ha, a més, la masia de l'Agustina, que és considerada com a entitat de població en els estaments oficials.

### Masies

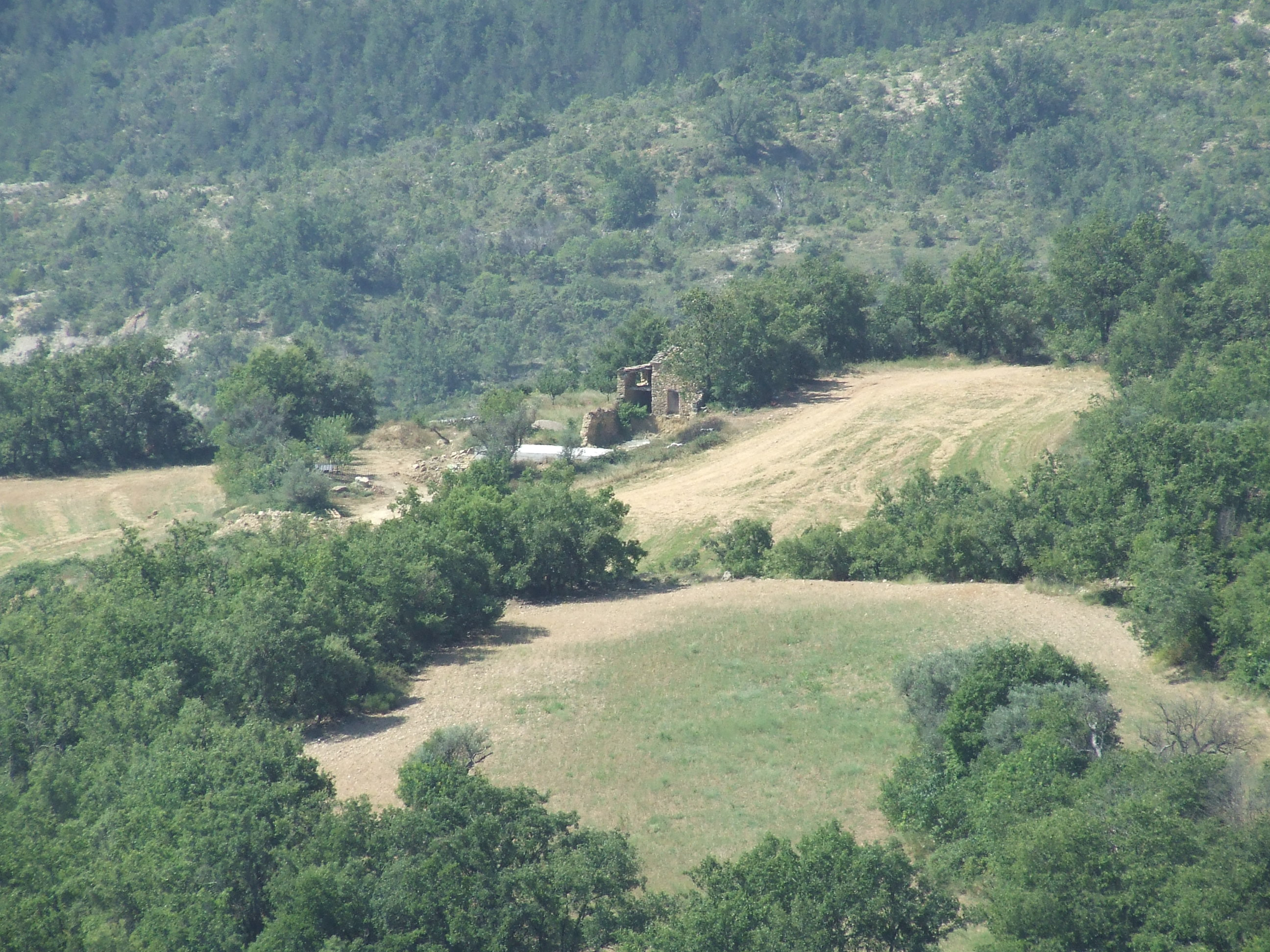
Restes de la Masia de Miret.

Hi ha diverses masies. Hi ha Lo Pinell, Masia de Mont-rebei, La Masieta de Mont-rebei, Mas de l'Agustina, Casa Mariagnet, Casa Jovellar, Casa Colomina, Masia del Castell, Casa Raval, Masia de Sanui, Cabana de Placell, Masia del Paraire, Masia de Miret, La Masia de l'Alzina, Casa Margalit, Corral de Joan Mai, La Torreta de Mont-rebei o Lo Maset de la Torre d'Amargós.

## Història

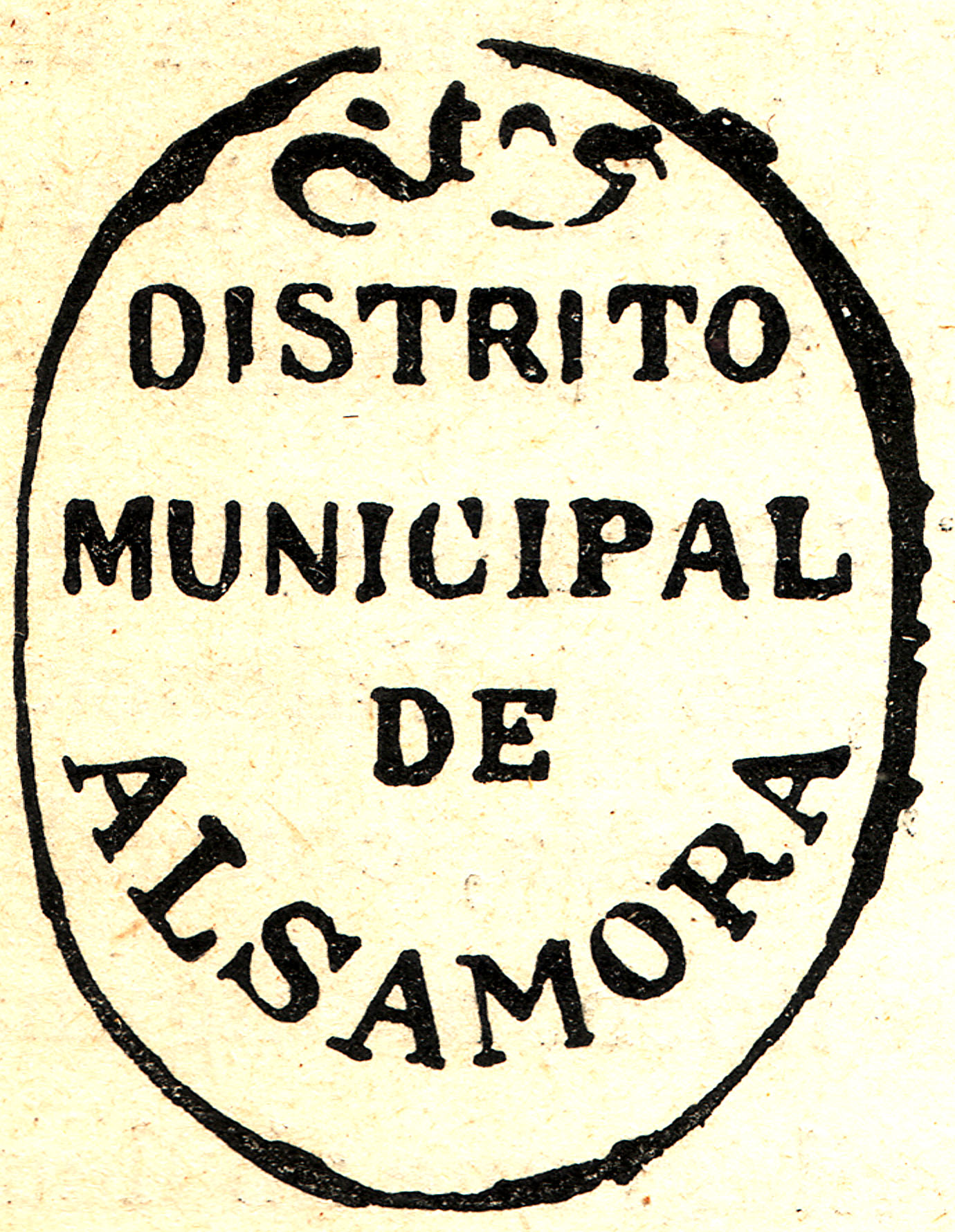
Segell municipal de vers 1900

Els detalls particulars de cadascun dels altres nuclis de població estan inclosos en l'article corresponent. Aquest apartat es refereix a allò que és general per a tot el municipi o particular sobre el seu cap de districte municipal, el poble de Sant Esteve de la Sarga.
Abans de la creació dels municipis, els pobles que després integraren el terme de Sant Esteve de la Sarga gaudiren de força autonomia administrativa, de manera que es pot parlar d'antic termes gairebé per a tots ells. Jurídicament, pertanyien a diferents administracions segons el senyoriu; per exemple, els que eren del baró de Castellnou de Montsec estaven integrats en la Universitat de la baronia de Castellnou de Montsec; d'altres depenien de la Pabordia de Mur, d'altres, de la baronia d'Eroles…
En el Fogatge del 1553 hi consten 2 focs, és a dir, una desena d'habitants.

Escut municipal anterior al 2005

Pascual Madoz parla de Sant Esteve de la Sarga, en el seu Diccionario geográfico.... Diu que el poble és en un lloc pla, entre dues altes muntanyes que l'arreceren pel sud i pel nord, però que està combatut pels altres vents. El clima és sa, però hi abunden les afeccions catarrals. Sant Esteve de la Sarga tenia 9 cases unides, i una mica més avall, a tret d'una pedrada, la del capellà, antigament anomenat abat. A l'entrada del poble es forma una petita plaça, i hi ha un sol carrer, llis i sense empedrar. El terreny del terme és muntanyós, llevat d'una faixa de llevant a ponent; la resta, molt trencat. S'hi treballen uns 250 jornals; hi ha poc bosc, però el que hi ha és explotat per a llenya i carbó. S'hi cull blat, patates, llegums i vi, hi ha bestiar de llana i hi ha alguns bous i ases per a les feines del camp. Hi ha caça de perdius i conills, a més d'animals perjudicials. Sant Esteve de la Sarga tenia en aquell moment 10 veïns (caps de família) i 58 ànimes (habitants).
En el cens del 1857 Alsamora apareix amb 1.096 habitants i 181 cèdules personals inscrites, repartides de la manera següent: Alsamora, 555 habitants i 53 cèdules; Alsina, 84 i 20; Beniure, 38 i 9, Castellnóu Monsech, 88 i 21; Clúa de la Conca, 44 i 9; Estorm, 49 i 10; Monreveig, 46 i 9; Moró, 90 i 30; San Esteban de la Sarga, 58 i 11 i Torre de Amargós, 44 i 9.
Vers 1900, la Geografia de Carreras Candi, on consta el municipi sota l'epígraf Alçamora, informa que el districte municipal té 361 edificis, 818 habitants de fet i 935 de dret.

### Composició de l'ajuntament

#### Alcaldes
- Alcaldes d'Alsamora
  - Manuel d'Asprer (1869)
  - Joan Porta (1893)
  - Antoni Sauret (1894)
  - Manuel Quinquillà (1897)
  - Joaquim Gaset i Salasar (1898) (Regidors: Albert Tramosa, Antoni Ardiaca, Josep Rourera, Manuel Quinquillà i Ramon Salazar)
- Alcaldes de Sant Esteve de la Sarga
  - Josep Condó (1906)

Des de les primeres eleccions municipals democràtiques, celebrades el 1979, Sant Esteve de la Sarga ha tingut els alcaldes següents:
- Francesc Mirabet i Cirera (21.4.1979 - 7.5.1983)
- Jordi Navarra i Ardiaca (25.3.1983 - 9.6.1987)
- Francesc Mirabet i Castells (30.6.1987 - 25.5.1991)
- Josep Maria Martí i Garcia (15.6.1991 - 24.5.2003)
- Jaume Montanuy i Baró (14.6.2003 - actualitat)

#### Regidors
Des de les primeres eleccions municipals democràtiques, del 1979, l'Ajuntament de Sant Esteve de la Sarga ha tingut els regidors següents: Robert Bergua Rius, Josep Maria Castells Belart, Ferran Castells Fillat, Pau Castells Llotge, Manuel Cónsola Palau, Josep Escolà Lladós, Montserrat Escola Morera, Ferran Gaset Prior, Antoni Gil Ferrer, Josep Maria Martí Garcia, Luis Martí García, Francesc Mirabet Castells, Francesc Mirabet Cirera, Carles Montanuy Baró, Jaume Montanuy Baró, Jordi Navarra Ardiaca i Jordi Navarra Torres.

#### Legislatura 2011-2015
| Candidatura | Candidatura | Cap de llista            | Vots | Regidors | % vots |
| ----------- | ----------- | ------------------------ | ---- | -------- | ------ |
|             | IpSEdlS-PM  | Jaume Montanuy Baró      | 39   | 3        | 38,61  |
|             | Des de baix | Manuel Cónsola Palau     | 27   | 2        | 26,73  |
|             | CiU         | Josep Maria Martí Garcia | 18   | 0        | 17,82  |
|             | PP          | Margarita Carrón Suñé    | 5    | 0        | 4,95   |
| Total       | Total       | 101                      | 101  | 5        |        |

- Jaume Montanuy Baró (IpSEdlS-PM), alcalde. Representant del municipi en el Consell Comarcal
- Josep Maria Castells Belart (IpSEdlS-PM), regidor
- Francisco Mirabet Castells (IpSEdlS-PM), regidor
- Manuel Cónsola Palau (Des de baix), regidor
- Montserrat Escola Morera (Des de baix), regidora.

### Demografia

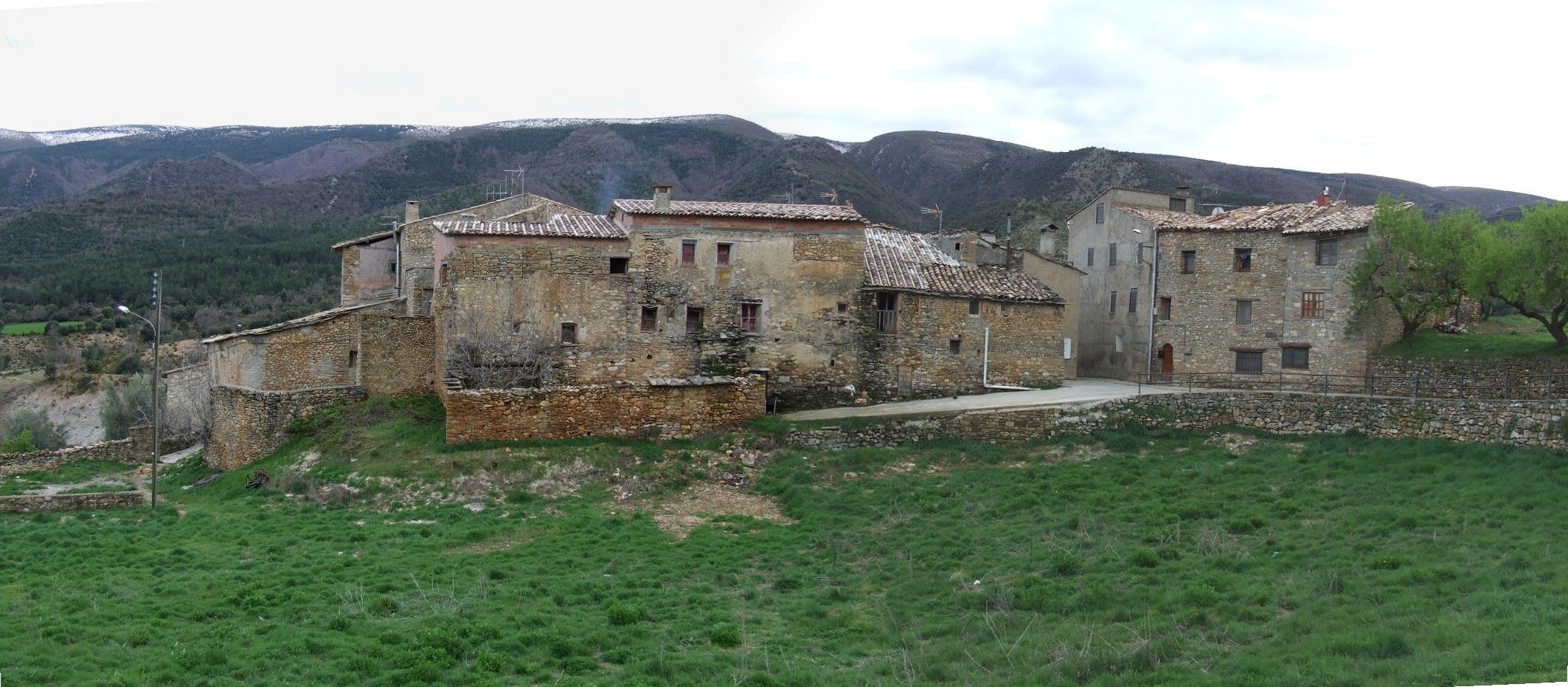
Arribada al poble des del nord

| 1497 f | 1515 f | 1553 f | 1717 | 1787 | 1857  | 1877  | 1887  | 1900 | 1910 |
| ------ | ------ | ------ | ---- | ---- | ----- | ----- | ----- | ---- | ---- |
| 27     | 27     | 34     | 389  | 512  | 1.096 | 1.029 | 1.036 | 818  | 809  |

| 1920 | 1930 | 1940 | 1950 | 1960 | 1970 | 1981 | 1990 | 1992 | 1994 |
| ---- | ---- | ---- | ---- | ---- | ---- | ---- | ---- | ---- | ---- |
| 733  | 694  | 620  | 554  | 438  | 259  | 230  | 136  | 90   | 90   |

| 1996 | 1998 | 2000 | 2002 | 2004 | 2006 | 2008 | 2010 | 2012 | 2014 |
| ---- | ---- | ---- | ---- | ---- | ---- | ---- | ---- | ---- | ---- |
| 116  | 113  | 117  | 104  | 114  | 155  | 149  | 144  | 141  | 132  |

| 2016 | 2018 | 2020 | 2022 | 2024 | 2026 | 2028 | 2030 | 2032 | 2034 |
| ---- | ---- | ---- | ---- | ---- | ---- | ---- | ---- | ---- | ---- |
| 139  | 129  | 122  | 123  | 127  | -    | -    | -    | -    | -    |

## Llocs d'interès

### Històric
- Poble de Sant Esteve de la Sarga
- Església romànica de Sant Esteve de la Sarga
- Poble d'Alsamora
- Torre d'Alsamora
- Poble d'Alzina
- Poble de Beniure
- Poble de Castellnou de Montsec
- Casa castell dels barons de Castellnou de Montsec
- Poble de la Clua
- Poble d'Estorm
- Torre d'Estorm
- Vilatge de Fabregada
- Església romànica de la Mare de Déu de Fabregada
- Església romànica de Sant Salvador d'Estorm
- Poble de Moror
- Església romànica de Sant Miquel de Moror
- Despoblat de les Tombetes
- Església romànica de Sant Martí de les Tombetes
- Poble de la Torre d'Amargós
- Torre d'Amargós

### Paisatgístic
- Tot el Montsec d'Ares (i cadascuna de les seves subdivisons)
- Congost dels Terradets
- Congost de Mont-rebei

## Activitat econòmica
Tradicionalment, l'activitat econòmica del terme era sobretot d'agricultura de rompuda. En efecte, l'abundor dels boscos feia que els camps s'havien d'establir a base de rompre (artigar o aboïgar) boscos per tal que, un cop tallats els arbres i arrencades les soques i les arrels, es poguessin llaurar els nous camps guanyats al bosc. L'activitat de les carboneres, tradicional a tot el Pirineu i Prepirineu, havia contribuït a rompre els boscos. Això havia produït una evident desforestació, que ha fet que modernament s'hagi hagut de dur a terme la replantació de pins en unes 3.000 ha.
Així, sobretot a Alsamora, Alzina i la Clua, es produïa blat, civada, ordi, sègol, així com patates, llegums, vi, una mica d'oli i algunes fruites. L'aridesa del sòl no permetia gaires coses més.
També hi havia bestiar de pastura: cabres, ovelles, vaques i mules, així com abundant caça.
Vers el 1900 se citen importants boscos a Sant Esteve de la Sarga exceptuats de desamortització (és a dir, que quedaven de propietat municipal), totes al Montsec: 1.170 hectàrees d'Alsamora; 1.129 de Moror; 951 d'Alzina; 531 de Sant Esteve de la Sarga; 460 de Castellnou de Montsec al Montsec i 195 a la Seuva, i 334 de la Clua també a la Seuva.
L'activitat preindustrial es limitava a alguns molins, sobretot d'oli (Alzina, Estorm i Moror), però també fariners (Beniure i Moror). Era de destacar el trull d'Estorm, on el molí d'oli era de sang (mogut per una bèstia), i pertanyia al baró de Castellnou de Montsec.
Avui dia l'activitat agrícola ha quedat una mica reduïda: blat i ordi, alfals i trepadella i una mica de patates, llegum i horta. La ramaderia ha quedat reduïda a unes 2.000 ovelles.

## Serveis turístics
En tot el terme de Sant Esteve de la Sarga només hi ha dos establiments de caràcter turístic. Són les cases d'allotjament rural Casa Blasi i Casa Sidro, totes dues a la Clua.

## Comunicacions
Abans de l'obertura de la carretera pel Congost dels Terradets i de la carretera aragonesa que passa per ponent del Montsec de l'Estall, de Benavarri al Pont de Montanyana, la comunicació entre Àger i Tremp era, precisament, per Sant Esteve de la Sarga, a través del Coll d'Ares i el Coll de Fabregada. Això feu que tots els pobles de la Feixa estiguessin enmig del sistema de comunicacions existents.
Actualment és quasi al contrari. Si es parla de carreteres oficials, amb nom i número, Sant Esteve de la Sarga queda del tot al marge dels sistemes de comunicació. Cap carretera arriba al cap de municipi, i únicament les dues poblacions més orientals del terme en disposen: la LV-9124, de la C-13, a Castell de Mur - Moror, i una variant d'aquesta, la LV-9125, de la LV-9124, a Sant Esteve de la Sarga - Estorm.
Ara bé, una altra cosa és parlar de carreteres reals. Tot i que no disposa de número oficial, una carretera en perfecte estat, anomenada camí dels llocs de la Feixa recorre tota la Feixa, de Moror a Mont-rebei, i, remuntant la Noguera Ribagorçana, va a trobar la carretera C-1311 en terme de Tremp, prop del Pont de Montanyana. Una altra carretera enllaça dos punts d'aquesta (Sant Esteve de la Sarga i Mont-rebei) amb els pobles de Castellnou de Mont-sec, la Torre d'Amargós i la Clua.
No hi ha mitjans de transport públic, a Sant Esteve de la Sarga (sí, en canvi, a Cellers o Guàrdia de Noguera, que són bastant propers, on hi ha tant servei d'autobusos com de ferrocarril. Ni tan sols s'ha previst cap mena de transport escolar des d'aquest municipi cap al cap de comarca.